# Vogue
För andra betydelser, se Vogue (olika betydelser).
Vogue är en av världens äldsta fortlevande modetidningar. Vogue grundades i USA 1892 av Arthur Baldwin Turnure och drevs av honom fram till hans död 1909. Ursprungligen var Vogue skapad för New Yorks elit med syftet att redogöra för både lokala och sociala nyheter om litteratur, traditioner och kulturella evenemang som musik och pjäser. År 1909 köptes Vogue av Condé Nast Publications som utvecklade tidningen till en modetidning. Jessica Daves, Diana Vreeland, Grace Mirabella och Anna Wintour är chefredaktörer som haft stor påverkan på utvecklingen av Vogue. Vogue har expanderat i 28 länder och geografiska områden, inklusive i Skandinavien år 2020 med fokus på hållbarhet.    
I slutet av 1900-talet digitaliserades Vogue och med hjälp av nedladdningsbara kopior, digitala prenumerationer och sociala medier utvecklades Vogue till att bli ett av världens mest framstående modetidningar genom tiderna.    

## Historia

### Grundare
Arthur Baldwin Turnure var en amerikansk affärsman som grundade Vogue 1892 i New York. Baldwin Turnure ville nå ut till New Yorks överklass genom att skapa en publikation som hyllade det sociala och kulturella livet. I de första utgåvorna låg fokuset på att främja litteratur och kultur genom att kritisera och recensera musik, pjäser och böcker. De första exemplaren av Vogue såldes för 10 cent vilket motsvarade 3 dollar enligt 2020-års penningvärde.

### Condé Nast Publications

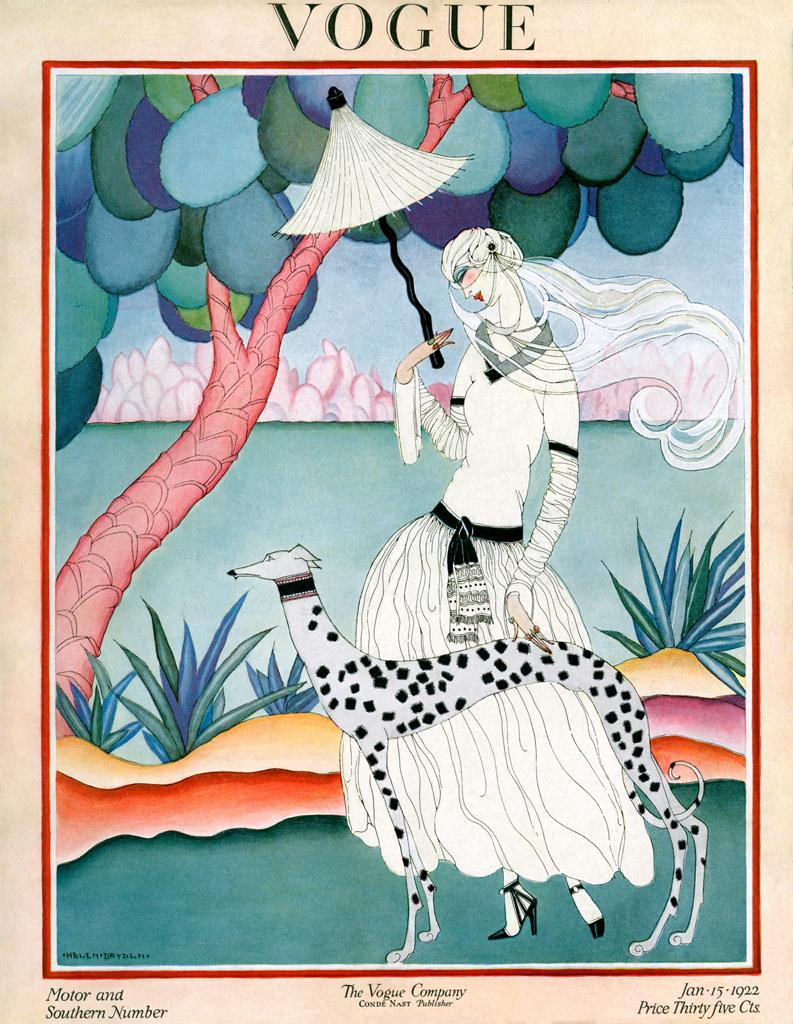
Vogue omslag 1922.

År 1909 köpte Condé Nast Publications Vogue. Den amerikanska entreprenören Condé Montrose Nast grundade och utvecklade Vogue till att bli en modetidning. Den kulturella inriktningen lämnades och fokus lades istället på mode och skönhet. Condé Nast Publications ändrade utgivningsintervallet från en gång i veckan till en gång varannan vecka. Modemagasinet publicerades mer sällan men med bättre kvalitet. Det var inte förrän 1973 som Vogue började publiceras månadsvis.
Vogue utvecklades till att bli en tidning med foton i hög kvalitet vilket uppmärksammades på marknaden. Fotona porträtterade en drömmig livsstil som många eftersträvade. Fotona gav Vogue möjligheten att nå en bred publik fastän Vouges målgrupp var överklassen.

### Jessica Daves, 1952–1963
Daves började på Vogue som redaktör för skoavdelningen, men övergick kort därefter till rollen som chefredaktör 1952. Hennes tid som chefredaktör kännetecknas av en stor blandning av mode med ett stort fokus på utvecklingen av annonssektionen. Bildtexter bredvid reklamen gav tydlig information om produkternas märke och pris. Vidare förbättrades kvalitén på det skriftliga innehållet, vilket ökade tidningens attraktivitet. 
Daves och hennes team stod bakom serviceorienterade utvecklingar inom framförallt moderapporteringar vilket gav ett ökat kundfokus. Daves skrev egna moderapporteringar och blev den första chefredaktören som omfamnade en stor blandning mode på Vogue. Hon var också med och skapade "butiksguiden" vilket var en kort sektion i början av tidningen som vände sig till återförsäljare och gav inspiration och råd om hur man säljer kläderna som senare presenterades i tidningen. Det gav också läsaren möjligheten att veta exakt när utvalda exemplar av produkterna fanns tillgängliga i butiker över landet. Hon utvecklade därmed marknadsföringen för affärer och klädmärken. Daves ville berika kvinnor med intellektuella artiklar som innehöll viktiga ämnen och inte enbart ytliga ämnen som kläder och smink. Hon utvecklade en allt mer modern upplaga av Vogue där tidningen fick ett nytt djup.

### Diana Vreeland, 1963–1971
Diana Vreeland blev chefredaktör för amerikanska Vogue 1963. Vreelands arbete på Vogue kännetecknas av det bisarra och skandalösa. Fotografierna och designen i modetidningen under hennes tid som chefredaktör återspeglade ungdomskultur, rockmusik och kontraster till traditionella normer. Tidningens redaktion reflekterade hennes egna värderingar och hon skapade "det vackra folket" vilket var en beteckning på unga människor som skulle sätta tonen för mode, konst och samhället.

### Grace Mirabella, 1971–1988
Grace Mirabella var chefredaktör för amerikanska Vogue åren 1971–1988 och hade ett stort intresse för mode. Mirabella började på Vogue som assistent på marknadsföringsavdelningen, men så småningom blev hon anställd som biträdande chefredaktör till Diana Vreeland. Mirabella tog över rollen som chefredaktör för amerikanska Vogue efter att Vreeland avgick 1971.
Mirabella var en del av den nya generationen arbetande kvinnor med fokus på karriären. 1960-talet ansågs vara ett politiskt skifte. Hon hade lärt sig i tidig ålder att en kvinna måste vara ekonomiskt oberoende vilket kom att påverka hennes arbete på Vogue. Mirabella var övertygad om att det fanns ett stort antal kvinnor i behov av kläder som skulle hjälpa dem att ta sig upp i karriären. Enligt henne skulle kläder framförallt vara praktiska och funktionella, likt en uniform. Mode som "trendigt" intresserade aldrig Mirabella. Under hennes ledning minskade aristokratiskt uppträdande i Vogue då hennes intresse låg i att hitta kvinnor som åstadkommit något betydelsefullt. Som exempel kan nämnas att hon 1974 gifte sig med en kirurg specialiserad på lungcancer och därefter ägnade hon sig åt att göra omslag med hälsoinslag och kampanjer för kvinnor att sluta röka. Allt det här tillsammans gjorde att Vogue ökade från 400 000 läsare 1971 till 1,2 miljoner läsare 1988. Mirabella var kritisk till 1980-talets mode vilket betecknade slutet på hennes karriär på Vogue.

### Anna Wintour, 1988 och framåt
År 1988 tog Anna Wintour över tjänsten som chefredaktör för amerikanska Vogue. I november samma år stod hon bakom en publikation som ansågs revolutionerande. Det var ett omslag på modellen Michaela Bercu som poserade i en märkesjacka och ett par jeans. Omslaget uppmärksammades för att man blandade exklusivt mode och vardagsmode för första gången.

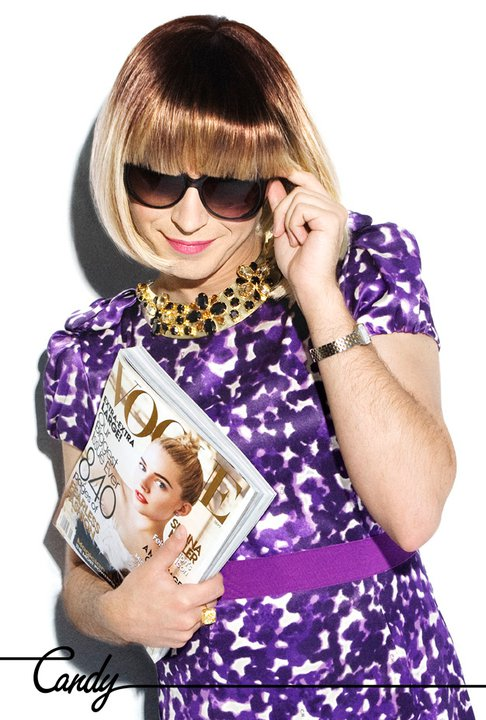
Anna Wintour.

Wintour kom att bli en betydelsefull kvinna för modevärlden. Hon hade tidigare jobbat för flera olika tidningar i New York, däribland som redaktör för House & Garden 1987. Efter tre år på Vogue kom dock den amerikanska lanseringen av den franska konkurrerande modetidningen Elle. Wintour svarade med att lansera Teen Vogue som lanserades 2003 vars målgrupp var ungdomar. I liknande inriktning som Grace Mirabella fokuserade Wintour på att uppmärksamma betydelsefulla och framstående kvinnor som bland annat skådespelaren Nicole Kidman och politikern Hillary Clinton. Hon arrangerade en mängd filantropiska evenemang för Vogue som den årliga insamlingsgalan "Costume Institute Ball" på Metropolitan Museum of Art i New York. Under hennes ledning genomgick insamlingsgalan en förvandling från en exklusiv samling på Manhattan till ett internationellt framstående evenemang på röda mattan. Det blev snabbt känt som "Östkustens svar på Oscarsgalan", och kändisar dominerade scenen vilket höjde dess status och räckvidd betydligt. 
År 2003 utvecklade hon tillsammans med företaget Council of Fashion Designers of America (CFDA) en modefond vid namn CFDA/Vogue vilket var ett ekonomiskt stöd riktat till nästa generationen amerikanska modedesigners. År 2013 utsågs hon till konstnärlig direktör på Condé Nast och sju år senare blev hon företagets globala Chief content officer (CCO). Wintour betonade kvinnans kropp och frångick därmed en tradition av fokuset på ansiktet. Detta banade väg för en internationell trend genom att inte bara uppmärksamma de konventionella smala supermodellerna, utan också hylla och mångfaldiga olika kroppstyper.

## Kritik

### Plus size-modeller
Vogue kritiserades för att inte ha använt plus size-modeller i septembernumret 2015, utöver de som visades i en betald annons. Annonsen som gick under hashtagen #Plusisequal kostade 100 000 dollar och visade silhuetter av kurviga kvinnor. Under tiden präglades medier, tidningar och klädmärkena av smala modeller och små storlekar vilket senare uppmärksammades i flera olika kampanjer för plus size-kvinnor. Plus size-kampanjerna syftade till att inkludera alla kvinnor i alla storlekar och uppmärksamma alla människors lika värde oavsett storlek. Kritiken riktade sig till redaktörerna på Vogue som inte uppmärksammat kampanjerna och därmed exkluderat plus size-modellerna. Vogue besvarade kritiken genom att använda fler plus size-modeller i sina omslag.

## Expansion och utveckling
Vogue är en av världens mest framstående modetidningar genom tiderna och har haft stor påverkan på utvecklingen av modetidningar och modetrender. År 2009 beskrev New York Times Vogue som "high fashion’s bible”. Samma år skrev André Leon Talley, den första mörkhyade mannen på Vogue, artikeln Power of change: Leading Lady om Michelle Obama. Vogue representerar kända personer från hela världen och ligger fortfarande bakom trender och framtida designers.

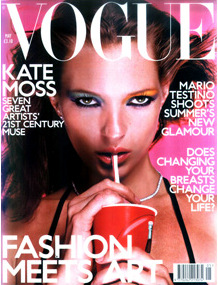
Omslag brittiska Vogue majnummer 2020.

### Brittiska Vogue

År 1916 lanserades brittiska Vogue vilket blev det första steget mot en internationell framgång för Vogue. Under de första åren var Elspeth Champcommunal chefredaktör för den brittiska upplagan. När sedan Edward Enninful tog över rollen 2017 var han den första manlige, mörkhyade och homosexuella redaktören. Hans arbete på Vogue sågs som nytt och fräscht vilket moderniserade tidningen. 
År 2017 tillträdde Chioma Nnadi som chefredaktör på brittiska Vogue. Hon efterträdde då Enninful. Nnadi hade tidigare arbetat på Vogue i 13 år och började sin resa på Vogue som skribent, innan hon blev modechef och sedan chefredaktör.

### Fortsatt global utveckling
Den andra internationella lanseringen av Vogue kom 1920 och var i Frankrike. 
År 1928 lanserades Vogue i Tyskland där redaktionen låg i Berlin, men det dröjde fram till 1979 för att en till upplaga av den tyska Vogue publicerades igen, redaktionen hade vid den tidpunkten flyttats till München. Därefter fortsatte Vogue etablera sig globalt.
År 1932 blev Vogue en av de första tidningarna som tryckte ett omslag med färgfoto. Tidigare var illustrationerna gjorda för hand men successivt ersattes de handgjorda illustrationerna med fotografier. Det första omslaget med färgfoto på Vogue visar en kvinna i röd baddräkt och vit badmössa som håller upp en strandboll i samma nyanser som baddräkten. Fotot är taget av Edward Steichen som arbetade som fotograf för Vogue fram till 1937. Vogue fick därefter möjligheten att publicera fotografier med hög kvalitet i färg vilket utvecklade tidningen. År 1974 publicerades det första omslaget på Vogue med en afroamerikansk modell.
År 1961 kontaktade Condé Nast ägaren av modetidningen Novitá i Italien för att investera i det och utveckla det till en Vogue-tidning, vilket innebar att man bytte namn till Vogue & Novitá. Den första upplagan trycktes 1965. Året därpå blev Franco Sartori den första chefredaktören för italienska Vogue och under hans ledning ändrades namnet till Vogue Italia. Sartori var chefredaktör för italienska Vogue till 1988 då Franca Sozzani tog över rollen.

### Skandinaviska Vogue

I augusti 2020 lanserades skandinaviska Vogue som inkluderar alla de nordiska länderna: Norge, Sverige, Danmark, Finland och Island. Tidningen betonar skandinaviskt mode och tar politisk ställning till frågor och värderingar i Norden. Martina Bonnier är chefredaktör för skandinaviska Vogue och har arbetat med hållbart mode sedan omkring år 2000. Skandinaviska Vogue är den första upplagan av Vogue som inte kan köpas i fysiska butiker och går enbart att köpa online. Viktigt för upplagan är därmed att den inte har ett koldioxidutsläpp. Enligt Bonnier representerar upplagans miljömedvetenhet den kärlek för naturen de nordiska länderna delar vilket också återspeglade sig i det första exemplaret av skandinaviska Vogue. Det första exemplaret av skandinaviska Vogue utkom 2020 och hade en framsida på Greta Thunberg med en sagolik natur i bakgrunden. Skandinaviska Vogue betonar en hållbar modekonsumtion både genom tidningens innehåll och tidningens tillverkning. Tidningens papper är lokalt tillverkat och producerat av pappersmassa från Finlands skogar. Vidare använder skandinaviska Vogue träförpackningar istället för plastförpackningar för att leverera tidningen.

### Internationell framgång
Vogue har utvecklats globalt och expanderats i 28 länder och geografiska områden; USA, Storbritannien, Tyskland, Italien, Australien, Brasilien, Kina, Indien, Japan, Korea, Mexiko, Latinamerika, Frankrike, Spanien, Taiwan, Arabien, Hong Kong, Ukraina, Turkiet, Filippinerna, Tjeckien, Slovakien, Grekland, Nederländerna, Polen, Singapore, Portugal, Thailand och Skandinavien.
| Utgivningsland        | Utgiven år           | Chefredaktör           | Tillträdde år | Anställningen upphörde år |
| --------------------- | -------------------- | ---------------------- | ------------- | ------------------------- |
| USA                   | 1892–idag            | Josephine Redding      | 1892          | 1901                      |
| USA                   | 1892–idag            | Marie Harrison         | 1901          | 1914                      |
| USA                   | 1892–idag            | Edna Woolman Chase     | 1914          | 1951                      |
| USA                   | 1892–idag            | Jessica Daves          | 1952          | 1963                      |
| USA                   | 1892–idag            | Diana Vreeland         | 1963          | 1971                      |
| USA                   | 1892–idag            | Grace Mirabella        | 1971          | 1988                      |
| USA                   | 1892–idag            | Anna Wintour           | 1988          | idag                      |
| Storbritannien        | 1920–idag            | Elspeth Champcommunal  | 1916          | 1922                      |
| Storbritannien        | 1920–idag            | Dorothy Todd           | 1923          | 1926                      |
| Storbritannien        | 1920–idag            | Alison Settle          | 1926          | 1934                      |
| Storbritannien        | 1920–idag            | Elizabeth Penrose      | 1934          | 1940                      |
| Storbritannien        | 1920–idag            | Audrey Withers         | 1940          | 1961                      |
| Storbritannien        | 1920–idag            | Ailsa Garland          | 1961          | 1965                      |
| Storbritannien        | 1920–idag            | Beatrix Miller         | 1965          | 1984                      |
| Storbritannien        | 1920–idag            | Anna Wintour           | 1985          | 1987                      |
| Storbritannien        | 1920–idag            | Liz Tilberis           | 1988          | 1992                      |
| Storbritannien        | 1920–idag            | Alexandra Shulman      | 1992          | idag                      |
| Frankrike             | 1920–idag            | Cosette Vogel          | 1922          | 1927                      |
| Frankrike             | 1920–idag            | Main Bocher            | 1927          | 1929                      |
| Frankrike             | 1920–idag            | Michel de Brunhoff     | 1929          | 1954                      |
| Frankrike             | 1920–idag            | Edmonde Charles-Roux   | 1954          | 1966                      |
| Frankrike             | 1920–idag            | Fransçoise de Langlade | 1966          | 1968                      |
| Frankrike             | 1920–idag            | Francine Crescent      | 1968          | 1987                      |
| Frankrike             | 1920–idag            | Colombe Pringle        | 1987          | 1994                      |
| Frankrike             | 1920–idag            | Joan Juliet Buck       | 1994          | 2001                      |
| Frankrike             | 1920–idag            | Carine Roitfeld        | 2001          | 2010                      |
| Frankrike             | 1920–idag            | Emmanuelle Alt         | 2011          | idag                      |
| Spanien               | 1921-1936, 1988–idag | Yolanda Sacristán      | 1983          | idag                      |
| Italien               | 1922-1941, 1964–idag | Franco Sartori         | 1966          | 1988                      |
| Italien               | 1922-1941, 1964–idag | Franca Sozzani         | 1988          | idag                      |
| Tyskland              | 1924-1941, 1979–idag | Christine Arp          |               | idag                      |
| Kuba                  | 1934-1961            |                        |               |                           |
| Nya Zeeland           | 1957-1968            | Sheila Scotter         | 1957          | 1968                      |
| Australien            | 1959–idag            | Rosemary Cooper        | 1959          | 1968                      |
| Australien            | 1959–idag            | Sheila Scotter         | 1969          |                           |
| Australien            | 1959–idag            | June McCallum          |               |                           |
| Australien            | 1959–idag            | Nancy Pilcher          |               | 1996                      |
| Australien            | 1959–idag            | Marion Hume            | 1997          | 1998                      |
| Australien            | 1959–idag            | Juliet Ashworth        | 1998          | 1999                      |
| Australien            | 1959–idag            | Kirstie Clements       | 1999          | 2012                      |
| Australien            | 1959–idag            | Edwina McCann          | 2012          | idag                      |
| Brasilien             | 1975–idag            | Luiz Carta             | 1975          | 1986                      |
| Brasilien             | 1975–idag            | Andrea Carta           | 1986          | 2003                      |
| Brasilien             | 1975–idag            | Patricia Carta         | 2003          | 2010                      |
| Brasilien             | 1975–idag            | Daniela Falcão         | 2010          | idag                      |
| Mexiko & Latinamerika | 1980–idag            | Eva Hughes             | 2000          | 2012                      |
| Mexiko & Latinamerika | 1980–idag            | Kelly Talamas          | 2012          | idag                      |
| Sydkorea              | 1996–idag            | Myung Hee Lee          | 1996          | idag                      |
| Ryssland              | 1998–idag            | Aliona Doletskaya      | 1998          | 2010                      |
| Ryssland              | 1998–idag            | Victoria Davydova      | 2010          | idag                      |
| Argentina             | 1993-2002            | Eva Hughes             |               |                           |
| Taiwan                | 1996–idag            | Sky Wu                 |               | idag                      |
| Japan                 | 1999–idag            | Hiromi Sogo            | 1999          |                           |
| Japan                 | 1999–idag            | Mitsuko Watanabe       |               | idag                      |
| Grekland              | 1999-2012            | Elena Makris           | 1999          | 2012                      |
| Portugal              | 2002–idag            | Paula Mateus           |               | idag                      |
| Kina                  | 2005–idag            | Angelica Cheung        | 2005          | idag                      |
| Indien                | 2007–idag            | Priya Tanna            | 2007          | idag                      |
| Turkiet               | 2010–idag            | Seda Domaniç           | 2010          | idag                      |
| Nederländerna         | 2012–idag            | Karin Swerink          | 2012          | idag                      |
| Thailand              | 2013–idag            | Kullawit Laosuksri     | 2013          | idag                      |
| Ukraina               | 2013–idag            | Masha Tsukanova        | 2013          | idag                      |
| Polen                 | 2018–idag            | Filip Niedenthal       | 2018          | idag                      |
| Skandinavien          | 2020–idag            | Martina Bonnier        | 2020          | idag                      |

## Digitalisering
Under 1900-talet påverkades Vogue av den tekniska utvecklingen. I samband med att internet uppfanns i slutet av 1900-talet behövde Vogue anpassas. Vogue moderniserades och gick från att enbart finnas i pappersformat till att utvecklas på internet. Vogue hade nedladdningsbara exemplar av tidningen för att behålla sitt värde och vara en tidning lämpas att läsa överallt. Vidare erbjöds även digitala prenumerationer som komplement till den tryckta upplagan. Samtidigt utvecklades nyhetsbreven till att vara online och uppmuntra läsarna att registrera sig för att få e-post för nytt innehåll och uppdateringar på Vogue. Digitaliseringen av Vogue gav möjlighet att publicera med tätare intervaller, nå en bredare publik och vara tillgänglig världen över. Dessutom kunde man marknadsföra innehållet som publicerades på Vogues hemsida på sociala medier, som Instagram och Twitter. Amerikanska Vogue hade 47,8 miljoner följare på Instagram och 9,1 miljoner följare på Facebook i februari 2024. Delningsfunktionen som innebär att man kan dela inlägg utökar också räckvidden för innehållet. Deras sociala medier gör att människor kan engagera sig i Vogues sociala kanaler och innehållet som finns där.
I samband med digitaliseringen uppstod ett nytt koncept på Vogue vilket var en "73 frågor"-serie på deras Youtubekanal. Serien går ut på att presentera kändisar över hela världen. Tittarna får följa kändisarna i deras vardag och de visar upp sitt hem eller arbetsplats och svarar på frågor. Frågorna berör både lätta och djupare ämnen. Kändisar som deltagit i serien är bland annat Taylor Swift, Victoria Beckham och Kendall Jenner. I februari 2024 hade Kendall Jenners video 49 miljoner visningar på Youtube.